# Papiro Oxirrinco 70
El Papiro Oxirrinco 70 también llamado P. Oxy. 70 es un manuscrito sobre una petición. Fue escrito en papiro, en forma de una hoja, entre los años 212-213. En la actualidad se encuentra en el Museo de Bolton, Gran Mánchester, Inglaterra.

## Documento
Fue descubierto por Bernard Pyne Grenfell y Arthur Surridge Hunt en 1897, en Oxirrinco, Egipto. El texto fue publicado por Grenfell y Hunt en 1898.
La carta estaba dirigida a Aurelio Herapion, y se refiere a una deuda contraída con el autor por Agathodaemon. Fue escrita por Ptolomeo, un magistrado de Atenas. Las mediciones del fragmento son 184 por 148 mm.